# Agawa amerykańska
Agawa amerykańska (Agave americana L.) – gatunek roślin zielnych należących do rodziny szparagowatych. Pochodzi z południowo-wschodniego i północnego Meksyku, jest uprawiana i zdziczała w krajach o cieplejszym klimacie (w Afryce, Australii, Nowej Zelandii, Makaronezji i w Europie nad Morzem Śródziemnym). W klimacie umiarkowanym uprawiana jako roślina doniczkowa.

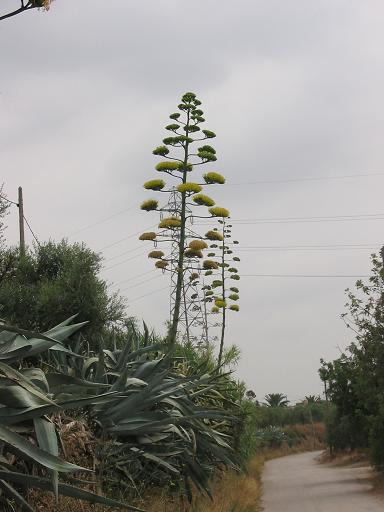
Roślina kwitnąca

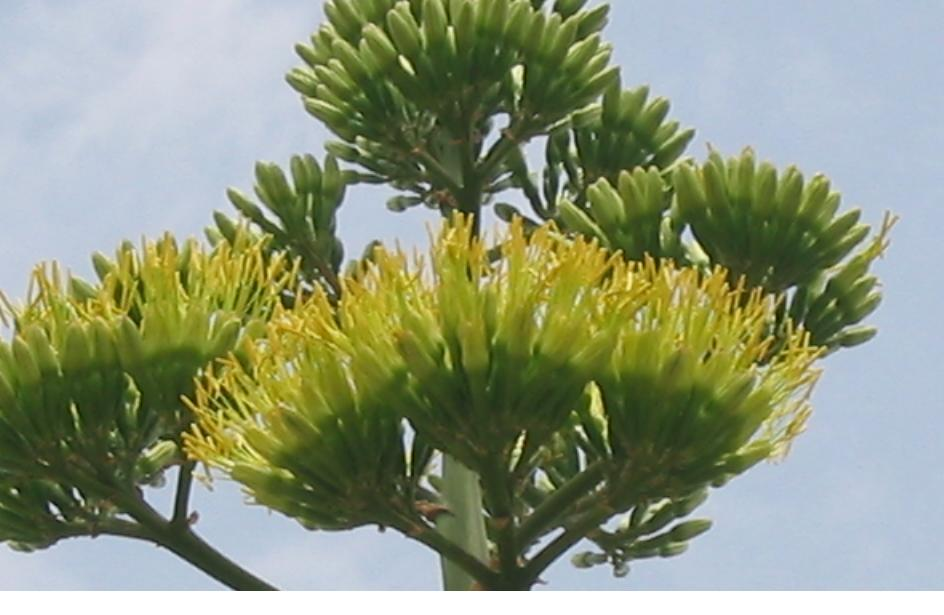
Fragment kwiatostanu

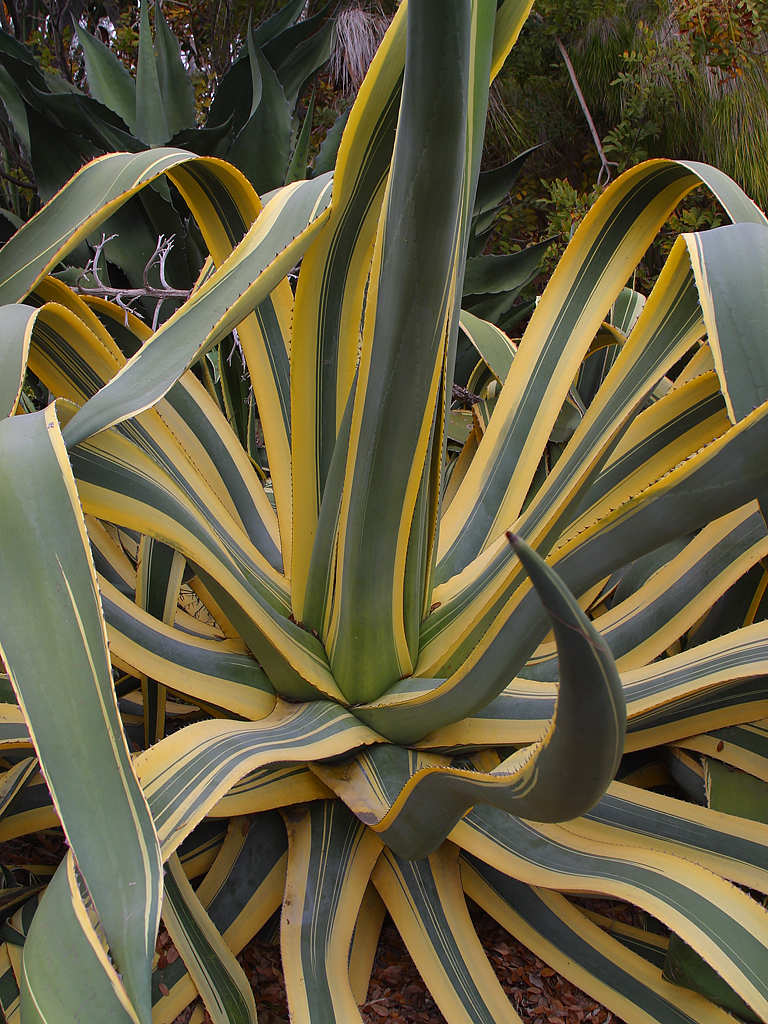
Odmiana A. americana var. marginata Trel

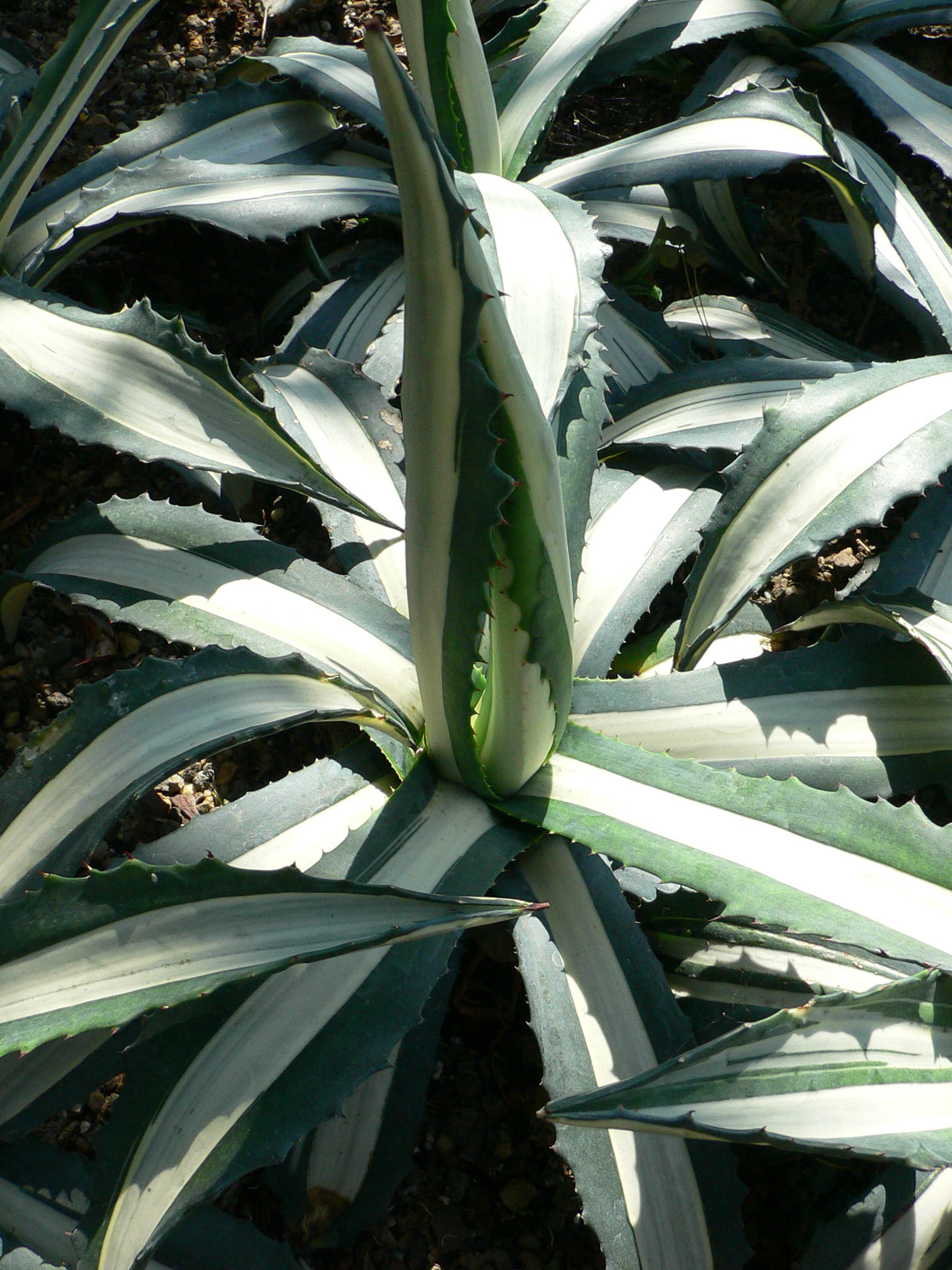
Odmiana A. americana var. medio-picta Trel

## Morfologia
PokrójNajwiększy gatunek wśród agaw. Tworzy znacznych rozmiarów rozetę liści bezłodygowych.
ŁodygaKrótka i mięsista. W czasie kwitnienia łodyga wydłuża się wynosząc kwiatostan na wysokość do 10 (14) m.
LiścieZebrane w rozetę liściową. Mięsiste, bardzo sztywne, włókniste, zakończone ostro kolcem. Także wzdłuż krawędzi uzbrojone w kolce. Przystosowane do gromadzenia wody na okres suszy. Pokryte są silnym nalotem woskowym, dlatego są niebieskawo- lub szarozielone (u odmian ozdobnych z podłużnymi, jasnymi pasami). Osiągają długość od 1 do 2,3 m, szerokość 12–30 cm i grubość do 8 cm. Młode liście stojące pionowo, starsze wyginają się w kształcie litery S. Na pędzie kwiatostanowym wykształcają się liście łuskowate.
KwiatyJak inne agawy, także i ten gatunek jest hapaksantem – kwitnie tylko raz w swoim życiu, po czym zamiera. Ze środka rozety liściowej wyrasta podczas kwitnienia pęd zwieńczony kwiatostanem składającym się z tysięcy, żółtawych, 6-krotnych, rurkowatych i pachnących kwiatów. Kwiaty osiągają do 10 cm długości. Po przekwitnięciu z torebek nasiennych wysypują się nasiona i roślina ginie. Oprócz nasion zostaje po niej zwykle kilka lub kilkanaście mniejszych, potomnych rozet, które wcześniej wyrastają u podstawy rośliny.
OwocePękające trzema klapkami, podłużne torebki, z licznymi nasionami.

## Zastosowanie

### Roślina ozdobna
Uprawiana na całym świecie, w klimacie chłodniejszym także jako roślina pokojowa.

### Roślina lecznicza
SurowiecLiście, sok. Zawiera witaminy, kwasy organiczne, składniki mineralne, olejek eteryczny, saponiny sterydowe.
Działanie i zastosowanieOkłady z liści stosowane są jako środek uśmierzający bóle reumatyczne. Natomiast wyciśnięty z nich sok używany jest w leczeniu zatruć pokarmowych; napar z liści w przypadku braku łaknienia, dolegliwościach wątroby, chorobach jelit, płuc, przeziębieniach, grypie; zaś nalewka alkoholowa to łagodny środek przeczyszczający, stosowany także w niestrawności i wzdęciach, a pomocniczo również w żółtaczce i czerwonce.

### Roślina włóknodajna
Agawa amerykańska to przede wszystkim roślina włóknodajna. Otrzymywane z niej powrozy i sieci są bardzo mocne. Włókna służą również do wyrobu worków, mat, a resztki roślinne wykorzystywane są do produkcji papieru. Pod względem jakości ustępuje sizalowi – włóknom agawy sizalowej.

### Inne zastosowania
Kwiatostan zawiera dużo cukrów i witamin. Meksykanie wytwarzają z niego alkohol zwany pulque, który jest ich napojem narodowym. Napój ten wytwarza się jeszcze z kilku innych gatunków agaw.

## Zmienność
Podgatunki i odmiany agawy amerykańskiej:
- A. americana var. marginata Trel. – liście żółto lub biało obrzeżone. Popularna w uprawie
- A. americana var. americana
- A. americana var. expansa
- A. americana var. latifolia
- A. americana var. medio-picta
- A. americana var. oaxacensis
- A. americana ssp. protamericana
- A. americana var. striata

## Uprawa
W Polsce jest uprawiana jako roślina pokojowa. Wymaga dużo światła, powinna stać blisko południowego okna, a latem najlepiej rośnie wystawiona na balkon czy do ogrodu. W uprawie mieszkaniowej rośnie wolno, kwitnie rzadko, ale niektóre rośliny po kilkunastu latach uprawy mogą zakwitnąć (po przekwitnięciu zamierają). Temperatura pokojowa jest dla rośliny wystarczająca, zimą zaś najlepiej przenieść ją do chłodniejszego (5-10 °C), ale dobrze oświetlonego pomieszczenia. Podczas lata podlewa się obficie, zimą rzadko. Ostre kolce na dużych liściach można obciąć, by nie raniły. Usuwa się też (nożyczkami) obeschłe liście. Nawozi się słabo, dwukrotnie w czasie sezonu wegetacyjnego. Rozmnaża się z sadzonek i odrostów korzeniowych, a także przez nasiona. Roślina rzadko jest atakowana przez szkodniki i choroby, zagrażają jej tylko miseczniki.